# Megaoonops avrona
Megaoonops avrona là một loài nhện trong họ Oonopidae.
Loài này thuộc chi Megaoonops. Megaoonops avrona được Michael Saaristo miêu tả năm 2007.

## Hình ảnh

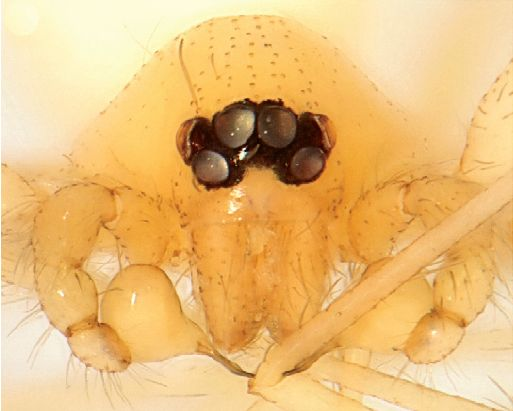
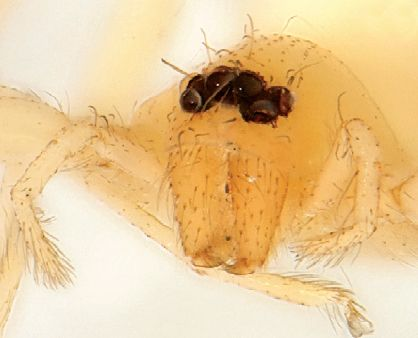